# الدریج ریکاسنر
الدریج ریکاسنر (انگلیسی: Eldridge Recasner؛ زادهٔ ۱۴ دسامبر ۱۹۶۷) بازیکن بسکتبال اهل ایالات متحده آمریکا است.

## حرفه
از باشگاه‌هایی که در آن بازی کرده‌است می‌توان به آتلانتا هاوکس، لس آنجلس کلیپرز، هیوستون راکتس، شارلوت هورنتس، و دنور ناگتس اشاره کرد.

## دستاورد
وی در مسابقات کشوری و بین‌المللی در مجموع برندهٔ ۱ مدال طلا شده‌است.